# ماسيمو بالانكا
ماسيمو بالانكا (بالإيطالية: Massimo Palanca)‏ هو لاعب كرة قدم إيطالي في مركز الهجوم، ولد في 21 أغسطس 1953 في لوريتو (ماركي) في إيطاليا. لعب مع نادي فروسينوني ونادي كاتانزارو ونادي كومو ونادي نابولي.

## وصلات خارجية
- الموقع الرسمي